# نورا بيري (كاتبة)
نورا بيري (بالإنجليزية: Nora Perry)‏ (1831، دودلي في الولايات المتحدة - 13 مايو 1896 في المملكة المتحدة)؛ كاتِبة مُتخصِّصة في أدب الأطفال، صحفية، شاعرة وروائية أمريكية.

## روابط خارجية
- نورا بيري على موقع الموسوعة البريطانية (الإنجليزية)